# 满德堂乡
满德堂乡，是中华人民共和国河北省张家口康保县下辖的一个乡镇级行政单位。

## 行政区划
满德堂乡下辖以下地区：
满德堂村、瓦房营村、英图坊村、八段村、小西沟村、罗明沟村、西孟家地村、张虎地村、石柱梁村、秦家营村、台路沟村、大四段村、三顷卜村、大洼村、高家沟村、李生宝沟村、六段村、张油坊村、水晶脑包村、后三老虎村、王保善沟村和东孟家地村。